# Tibouchina ferrariana
Tibouchina ferrariana är en tvåhjärtbladig växtart som beskrevs av Célestin Alfred Cogniaux. Tibouchina ferrariana ingår i släktet Tibouchina och familjen Melastomataceae. Inga underarter finns listade i Catalogue of Life.